# Брачное агентство
Брачное агентство — организация свах и, как правило, сопутствующих специалистов, предоставляющая личные услуги по поиску партнёра с целью создания семьи.
Деятельность брачных агентств настолько заметна, что нашла своё отражение в кинематографе и академических исследованиях. Важно понимать, что брачные агентства могут иметь очень разные формы и сферы деятельности как в зависимости от традиций, морали и законов разных народов, так и от используемых технологий.

## Агентства международных знакомств
Международные брачные агентства предоставляют услуги поиска партнеров из других стран. Широкое распространение сети Интернет позволяет в кратчайшие сроки организовывать поиск и встречи возможных кандидатов. Обычно такие агентства предлагают базу фотографий женщин из менее развитых стран для выкупа контактов мужчинами из более развитых стран, могут организовываться туры "женихов" или "невест" в другую страну, передача сообщений, подарков и цветов посредством агентства.
Международные агентства создают базы данных, в которых содержатся личные данные женщин для выбора наилучшей кандидатуры. Как правило, для этого заполняется специальная анкета с приложением фото, реже предлагается еще и видео, подтверждающее реальность снимков. Агентства осуществляют переписку, продают контакты через сайт и организуют встречи потенциальных супругов, во время которых они могут лучше друг друга узнать. В случаях, когда партнеров разделяет языковой барьер, им предоставляется переводчик на время встречи.

## Агентства местных брачных знакомств
Существенно отличаются от международных и универсальных по сути работы, т.к. знают лично обе стороны и обслуживание клиентов не носит одноразовый характер.
Количество брачных агентств в Москве в последние годы выросло в несколько раз. Некоторые ориентируются именно на деловых и успешных людей.  Стоимость услуг от 2000 рублей (за эти деньги вашу анкету просто заносят в базу данных на несколько месяцев) до 50 000 рублей (в этом случае заключается договор не менее чем на полгода, со свиданиями примерно раз в неделю, проводятся индивидуальные собеседования и консультации). http://www.forbes.ru/forbes-woman/lichnoe-vremya/59763-kadrovaya-politika 
Представления клиентов, собранные в брачном агентстве, варьируются от нескольких слов в анкете и вечеров знакомств в кафе до съемок полномасштабного портфолио и роликов, демонстраций (или трансляций) видео- и радиоинтервью, взятых журналистами у клиентов, причем анкеты — это самый привычный, но наименее надежный критерий для поиска.
Вопреки стереотипам, большинство складывающихся пар не совпадают по каким-либо из ключевых анкетных требований друг к другу: по возрасту или образованию, по росту или относительно детей — все же, личные симпатии (более ощутимые по фото-видео иллюстрациям) всегда существеннее для появления настоящих чувств, чем те или иные пунктики анкет.
Свахи знают почти всех и каждому могут что-то посоветовать лично, с другой стороны, получая доступ к представительной и достаточно иллюстрированной базе брачных предложений, часть клиентов предпочитает выбирать и звонить самостоятельно. Свахи оказывают моральную поддержку и участие, попутно стараясь корректировать ценностные установки и желания, пытаясь привести человека к адекватности и нормальному тонусу как своими личными советами, так и чередой свиданий (столкновений) с потенциальными партнерами.
Предлагаемые для поиска базы, как правило, не вывешиваются открыто в Интернете или публикуются лишь частично «для затравки», в том числе и с прямыми личными телефонами. Причем, даже интернет-доступ в базы и, тем более, закрытые контактные данные нельзя просто покупать в отличие от сайтов международных знакомств — только через предъявление свахе холостого паспорта, так как все больше клиентов обращается в брачные агентства именно после попыток знакомств по сайтам знакомств и соцсетям, где все привыкли отсылать сообщения оставаясь, по сути, анонимами.
Если в местных сетевых знакомствах для серьёзных отношений доля предложений от женатых/замужних, фейков, брачных аферистов, жигало и проституток обычно составляет около 90 % (по оценке администраторов групп знакомств VK в 2016 г.), то базы местных брачных агентств от такого рода информации очищены практически полностью, да и баловства практически нет.

## Универсальные брачные агентства знакомств
В российских справочниках на всю сферу знакомств заводится лишь одна единственная рубрика и, как бы её не называли, «Службы знакомств» или «Брачные агентства» — там вместе печатаются все виды организаций включая агентства с девушками для встреч.
Журналы «знакомств» (к примеру, в Петербурге автомобилистам в 2003-10 гг. раздавалось более 5 наименований) — это фактически каталоги публичных домов — такая подмена понятий уже повлияла и на трактовку слова «знакомства», сделав его неприличным для агентств, специализирующихся на серьезных отношениях.
К этой же «универсальной» категории можно отнести типичные элитные агентства знакомств для высшего света и V.I.P.-персон. Их заметная особенность — четкое разделение на мужские и женские или отсутствие демонстрируемой базы как таковой.
В мужском варианте элитные знакомства — как правило сводятся к каталогу девушек модельного агентства, которые преподносятся как обладательницы изысканного вкуса, безупречных манер и интересные собеседницы. Эскорт, спонсорство, спутница для отпуска — все пожалуйста, но секс в договоре не оговариваются, намекает такое агентство — эти девушки не какие-то там «проститутки» и все зависит от Ваших подарков и обходительности.
В женском варианте элитные знакомства — это чаще всего изменение себя: приобщение к высшему свету через клубного косметолога, парикмахера, психолога, массажиста… (список бесконечен) и вот тогда достойный мужчина найдется сам собою.

## Результативность брачных агентств
Под результативностью брачного агентства можно понимать вполне конкретное число — например, сколько в год клиентов агентства создает семью.
Если не брать во внимание заведомых мошенников и агентства-однодневки (охватывающих, по всей видимости, меньшую половину рынка брачных услуг) даже в стабильных брачных агентствах эффективность сильно разнится, к тому же и само понятие "создать семью" расплылось от "живем вместе" до "гражданского брака", от "это моя девушка", до "мы обвенчались".
Определим уровень фона: для среднестатистической незамужней женщины в большом городе вероятность выйти замуж в течение года — где-то 3-5 % (поправьте те, кто раньше найдет точную статистику).
Нормальной результативностью агентства знакомств с иностранцами в Санкт-Петербурге считают 4-5 пар в год, что составляет около 0,3 % от числа принятых за год клиенток (Информация со слов директоров 3-х международных агентств в Санкт-Петербурге). Это позволяет агентству считаться "брачном". Аналогична и официальная статистика по Минску, где деятельность брачных агентств на официальном учете:

«В Минске получили лицензии 10 брачных агентств. Двум претендентам на соискание лицензии было отказано», сообщил К. Блинцов. При этом он уточнил, что с 2005 года (по 2007 — прим. ред) с помощью брачных агентств в Минске заключено 15 браков с иностранцами, за последние 2 года в Беларусь за невестами по линии брачных агентств приезжали 40 иностранцев.
Опубликовано. «Интерфакс» (11 сентября 2007). Дата обращения: 19 декабря 2008. Архивировано 10 марта 2012 года.

Различные местные агентства знакомств в Петербурге и Москве в разные годы публично заявляли в СМИ о 12, 132-165 пар в год, о 30-40 пара в месяц. Но при этом кто-то считает количество устроенных ими встреч, кто-то пишет о числе "определившихся в выборе" клиентов - сравнивать эти цифры с числом гражданских браков и, тем паче, венчаний не показательно, т.к. большинство клиентов после удачной встречи в агентстве сами уже не появляются.

## История брачных агентств
XVII век. Англия претендует на первенство в создании первого брачного агентства: Генри Робинсон открыл "Бюро встреч и адресов" (или «Бюро ухаживаний и встреч») в Лондоне 29 сентября 1650 года.
XV век. В России обязанности свах описываются в "Домострое" как устоявшаяся традиция, признаваемая официальными властями (на свадьбе место свахи напротив тысяцкого). Само слово "сваха" входит в группу слов общих с санскритом, то есть, вероятнее всего, имеет очень древние корни.
V век до н.э. Подробное описание организации брачного агентства можно найти уже в древнейшем европейском историческом труде - "Истории" Геродота, где оно преподносится как "прекраснейший" и "самый благоразумный обычай", давно бытовавший у вавилонян и иллирийских энетов. Говоря нынешними терминами, выбор происходил в формате аукциона невест, за красивых богатые женихи платили в фонд агентства, за "дурнушек и калек" агентство доплачивало из этого же фонда бедным женихам. Геродот видел в такой организации "средство оградить девиц от обиды", дающую бедным людям возможность не "заставлять своих дочерей заниматься развратом". Соответствуюй фрагмент из "Истории" публиковался в журнале "Синяя Птица" №29.
XVIII век до н.э. В законах вавилонского царя Хаммурапи детально описывается сложное семейное право, предполагающее договор, приданое, выкуп, распределение наследства между женами и детьми, даже раздельную ответственность супругов по ранее полученым кредитам - и все это предполагает наличие посредников. Но намеков на брачную организацию, описываемую Геродотом в том же Вавилоне тысячелетие спустя, - нет.
- Служба знакомств